# A. B. Quintanilla
Abraham Isaac Quintanilla III (né le 13 décembre 1963), connu professionnellement sous le nom de A. B. Quintanilla, est un producteur de disques, auteur-compositeur et musicien américain, et le frère aîné de la « Reine de la musique Tejano », Selena. Avec Selena, son autre sœur Suzette Quintanilla (en) et son père , il est devenu membre de Los Dinos en 1980. En tant que membre de Los Dinos, A. B. a joué de la guitare basse, produit et écrit des chansons pour Selena qui sont devenues des singles à succès comme Como la flor, Amor prohibido et No me queda más (en). 

## Jeunesse
A. B. Quintanilla III est l'aîné des trois enfants d'Abraham Quintanilla Jr, dont Selena Quintanilla et Suzette Quintanilla.

## Carrière
Alors qu'il vit à Lake Jackson, au Texas, A. B. apprend à jouer de la guitare et de la basse. Aux côtés de Selena, de sa sœur Suzette et de leur père, Abraham, il devient membre du groupe à succès Los Dinos. Il devient également le producteur de Selena. Il a coécrit les chansons à succès de Selena comme Como la Flor (en français : « Comme la fleur ») et Amor Prohibido (en français : « Amour interdit »).
Selena a été assassinée le 31 mars 1995, ce qui l'a grandement dévasté. Il a aidé à produire Como Te Extraño (en français : « Comment tu me manques ») de Pedro « Pete » Astudillo, qui a été écrite pour Selena ainsi que pour la grand-mère défunte d'Astudillo. La chanson a valu à Astudillo le prix Lo Nuestro de la meilleure chanson de l'année en 1996.
A. B. Quintanilla refait surface en 1999 en créant les Kumbia Kings, qui mélangent cumbia et musique pop. Les Kumbia Kings ont fait une tournée internationale, ont sorti plusieurs CD et ont participé à des émissions comme « El Show de Cristina Saralegui ». A. B. a également produit pour des artistes tels que Thalía, Alicia Villarreal, Verónica Castro et Cristian Castro,,.
Il a produit et arrangé l'album de 2004, « A. B. Quintanilla III Presents Joe Lopez », qui comprend Cuando Estoy Contigo (en français : « Quand je suis avec toi ») et Soy Tan Feliz (en français : « Je suis si heureux »), coécrit par Quintanilla et Luigi Giraldo.
A. B. Quintanilla a quitté les Kumbia Kings à la mi-2006 en raison d'une controverse avec le membre Cruz Martínez (en). A. B., ainsi que de nouveaux membres et ex-Kumbia Kings Chris Pérez (beau-frère d'A. B., veuf de Selena) et Pee Wee (en) ; ont créé le groupe Kumbia All-Starz (en) en 2006. Ce nouveau groupe a eu des succès tels que Chiquilla (en), Parece que va a llover (en), et Speedy Gonzales. Les Kumbia All Starz sont devenus immensément populaires en Amérique du Sud, notamment en Bolivie, où ils ont donné une série de concerts en 2014.
A. B. Quintanilla a signé avec DEL Records et a formé Elektro Kumbia (en) en 2016,. En 2017, il a sorti un single intitulé « Piña Colada Shot ».

## Dans le médias
Dans le film Selena de 1997, qui dépeint la célébrité de sa sœur, Quintanilla était interprété par Jacob Vargas, tandis que Rafael Tamayo l'incarnait enfant.

## Vie privée
A. B. Quintanilla a huit enfants, dont un fils Svani (né en 1991) et une fille Martika (née en 1989) avec sa première femme Vangie. Quintanilla a également cinq autres fils et une fille nés entre 2002 et 2007. Il a également un petit-enfant.
Il a épousé sa petite amie de longue date Rikkie Leigh Robertson le 12 novembre 2011. Le 5 juillet 2016, il a annoncé après un concert qu'il divorçait de sa femme. Ils n'ont pas d'enfants ensemble.

## Discographie

### Albums avec Selena
- Mis primeras grabaciones (1984)
- The New Girl in Town (1985)
- Alpha (1986)
- Muñequito de trapo (1986)
- And the Winner Is... (1987)
- Preciosa (1988)
- Dulce amor (1988)
- Selena (1989)
- Ven conmigo (1990)
- Entre a mi mundo (1992)
- Amor prohibido (1994)
- Dreaming of You (1995)

### Albums avec les Kumbia Kings
- Amor, Familia y Respeto (1999)
- Shhh! (2001)
- All Mixed Up: Los Remixes (2002)
- 4 (2003)
- Presents Kumbia Kings (2003)
- La Historia (2003)
- Los Remixes 2.0 (2004)
- Fuego (2004)
- Duetos (2005)
- Kumbia Kings Live (2006)
- Greatest Hits (2007)
- Lo Mejor De (2016)

### Albums avec les Kumbia All Starz
- Ayer Fue Kumbia Kings, Hoy Es Kumbia All Starz (2006)
- Planeta Kumbia (2008)
- La Vida de un Genio (2010)
- Blanco y Negro (2013)
- Éxitos en Vivo (2014)

### Albums avec Elektro Kumbia
- Elektro Kumbia (2017)